# Бранислав Шикић
Бранислав Шикић-Калчо (Пула 1905 − Београд, 7. фебруар 1976) био је инжињер шумарства, комуниста и учесник НОБ-а. По националности је био Хрват.

## Биографија
Био је истакнути актер студентског покрета у Македонији и члан Комунистичке партије Југославије од 1941. године. После окупације Краљевине Југославије био је члан Покрајинске војне комисије 1941. године, али га је бугарска полиција ухапсила. Касније је био политички комесар Поречког партизанског одреда. После Другог светског рата радио је у државној управи у области шума.